# Moneen
I Moneen sono un gruppo musicale indie rock canadese attivo dal 2000.

## Storia del gruppo
Il gruppo si è formato a Brampton dopo lo scioglimento di un altro gruppo chiamato Perfectly Normal. 
Il primo album in studio è uscito nel 2001.
Nel 2003 il gruppo ha firmato un contratto con la Vagrant Records e nello stesso anno hanno pubblicato il secondo disco. Nel 2005 hanno pubblicato uno split EP realizzato con gli Alexisonfire. Sempre nel 2005 hanno registrato The Red Tree, album uscito nell'aprile dell'anno seguente.
Nel 2008 hanno realizzato e diffuso un DVD-documentario.
Nel marzo 2008 il batterista Peter Krpan ha lasciato la band, ma vi è rientrato nel 2010. Nel dicembre 2008 hanno iniziato a registrato The World I Want to Leave Behind, disco uscito nel settembre 2009.

## Formazione
Attuale
- Kenny Bridges - voce, chitarra (2000–presente)
- Chris "Hippy" Hughes - chitarra, voce (2000–presente)
- Haris Cehajic - tastiere, chitarra (2000–presente)
- Erik Hughes - basso, cori (2001–presente)
- Peter Krpan - batteria, percussioni (2000–2008, 2010–presente)

Ex membri
- Mark Bowser - basso (2000)
- (Nu) Chris Slorach - basso (2000–2001)
- Steve Nunnaro - batteria, percussioni (2008–2010)

## Discografia
Album studio
- 2001 - The Theory of Harmonial Value
- 2003 - Are We Really Happy with Who We Are Right Now?
- 2006 - The Red Tree
- 2009 - The World I Want to Leave Behind

EP
- 1999 - Smaller Chairs for the Early 1900s
- 2005 - The Switcheroo Series: Alexisonfire vs. Moneen (con gli Alexisonfire)
- 2006 - Saying Something You Have Already Said Before: A Quiet Side of Moneen
- 2009 - Hold That Sound EP

## Videografia
- 2008 - The Moneen DVD: It All Started with a Red Stripe